# Корба Йосип Йосипович
Ко́рба Йо́сип Йо́сипович (* 13 травня 1921 Хмельова Бардейовського округу, Східна Словаччина — † 1988) — український актор та громадський діяч, 1971 — заслужений артист Чехословаччини.

## Життєпис
З 1946 року виступає як актор Пряшівського українського народного театру.
Виконав ролі у виставах:
- Гален — «Біла хвороба» Чапека,
- Фірс — «Вишневий сад»,
- Шебутикін — «Три сестри» Чехова,
- Часник — «В степах України» Корнійчука,
- Івоніка — «Земля» за Кобилянською,
- Лір — «Король Лір» Шекспіра,
- дядько Лев — «Лісова пісня» Л. Українки,
- «Пошились у дурні» М. Кропивницького,
- Леніна — «Третя патетична», «Кремлівські куранти» Погодіна,
- Задорожний — «Украдене щастя» Франка,
- Перчихін — «Міщани» М. Горького,
- Томаш Бенедік — «Меридіан» Яна Соловіча,
- Янг — «Чоловік як чоловік» Б. Брехта.

Виступав також на словацькому радіо, в україномовних програмах — як актор та режисер. Займався допомогою аматорським українським театральним гурткам в східній Словаччині.